# Josi Meier
 (mars 2009).
Si vous disposez d'ouvrages ou d'articles de référence ou si vous connaissez des sites web de qualité traitant du thème abordé ici, merci de compléter l'article en donnant les références utiles à sa vérifiabilité et en les liant à la section « Notes et références ».
Pour les articles homonymes, voir Meier.
Josi J. Meier, née le 31 août 1926 à Dagmersellen et décédée le 4 novembre 2006 à Lucerne est une femme politique suisse.

## Mandats
Elle fut conseillère nationale de 1971 à 1983 puis députée au Conseil des États de 1983 à 1995 dans les rangs du Parti démocrate-chrétien suisse.
Sa première grande mission fédérale fut l’appartenance à la commission Wahlen qui prépara la révision totale de la constitution. Elle rédigea les chapitres « Les droits politiques ; citoyens et habitants ; la protection des minorités ainsi que ceux sur la défense nationale ». Elle fut l'une des premières femmes à siéger au Conseil national en 1971 et la première à présider le Conseil des États en 1991/92.

## Biographie
Licenciée en droit de l’Université de Genève et avocate de renom, elle parvint à se faire élire au Grand Conseil lucernois en 1971 puis quelques mois plus tard au Conseil national en détrônant un conseiller sortant.
Au Parlement fédéral, elle se spécialisa dans trois domaines, le droit, les assurances sociales et les affaires étrangères. Elle fut la vice-présidente de la commission d’enquête parlementaire sur les événements survenus au DFJP.
On se souvient de son initiative parlementaire pour l’harmonisation des assurances sociales. Dans le domaine des relations extérieures, elle occupa toutes les fonctions : présidente de la commission de politique extérieure, présidente successivement des délégations auprès de l’Assemblée parlementaire du Conseil de l'Europe, de l’Union interparlementaire et de l’Assemblée parlementaire de l'OSCE. On la vit de Pyongyang à Santiago du Chili, d’Ottawa à Canberra, défendre avec la même foi la cause de la liberté des peuples. L’Espagne envisagea de lui décerner l’Ordre d’Isabelle la Catholique mais elle dut décliner cette distinction en raison de l’article constitutionnel interdisant les décorations[réf. nécessaire]. Mais rien n’empêcha qu’elle accepte le doctorat honoris causa de l’Université de Fribourg.
Josi Meier savait payer de sa personne et ne se contentait pas de discourir[réf. nécessaire]. Elle fut présidente du comité des droits de l’homme de l’Union interparlementaire. Elle tint à visiter la Tchécoslovaquie peu avant sa division en deux États et apprécier de près ce divorce pacifique. Lors d’une entrevue avec le premier ministre Li Peng, elle aborda la question des droits de l’homme en Chine et au Tibet dans des termes non équivoques[réf. nécessaire]. 
L’élection d’Alphons Egli au Conseil fédéral en 1983 lui permit de se porter candidate à sa succession au Conseil des États où elle siégea jusqu’à 1995. 
Sa prestation lors de la Session des femmes en 1991 est restée dans les mémoires : « Je comprends maintenant ce que veulent dire les hommes qui affirment que la place des femmes est à la maison. Ils ont raison. Cette maison est celle où siègent les autorités communales, celle où siègent les autorités cantonales, celle où siègent les autorités fédérales »[citation nécessaire], avait-elle déclaré.